# クシャおじさん
クシャおじさん（本名：成田 幸雄（なりた こうゆう）、1920年〈大正9年〉- 1993年〈平成5年〉）は、日本の男性タレント。顔が一瞬で短くなる一発芸で1970年代のテレビ界で活躍した。
小学校2年の時に川に飛びこんで頭を打ち、軍隊時代に落馬して顔をぶつけたことにより、顎はずしが可能となった。1993年に73歳で死去。
桃中軒雲右衛門の直弟子で桃中軒白雲という芸名の浪曲師でもあり、群馬県の水上温泉で妻と漫才コンビ「東ひょっとこ・おかめ」をやっていたこともある。

## 出演

### テレビ

#### バラエティ
- 東芝ファミリーホール特ダネ登場!?（日本テレビ） - 浪曲師として水上温泉で舞台に立っていた成田を番組プロデューサが見出して出演させ、著名になるきっかけとなる[2]。
- マチャアキのガンバレ9時まで!!（日本テレビ） - ブリッジ役のレギュラー。

#### ドラマ
- 必殺仕置人 第1話「いのちを売ってさらし首」（1973年、ABC / 松竹）[3] - 孫八
  - 当初は悪役での出演に難色を示したが、「念仏の鉄の技を印象付ける大切な役だから」と説得されて承諾した[4]。
- プレイガールQ 第12話「女の敵は女」（1974年）- クシャ小父さん(クレジットはクシャ小父さん、ドラマ内では白バイ警官役)

### 映画
- 「はだしのゲン涙の爆発 」